# Remigijus Lupeikis
Remigijus Lupeikis (ur. 22 września 1968 w Kłajpedzie) – litewski kolarz torowy i szosowy, srebrny medalista torowych mistrzostw świata.

## Kariera
Największym sukcesem Remigijusa Lupeikisa jest zdobycie srebrnego medalu w wyścigu punktowym na mistrzostwach świata w Bogocie w 1995 roku. W wyścigu tym uległ jedynie Włochowi Silvio Martinello, a bezpośrednio wyprzedził Kazacha Siergieja Ławrinenkę. Na igrzyskach olimpijskich w Atlancie w 1996 roku Litwin startował zarówno w wyścigach szosowych jak i torowych. Na torze był jedenasty w drużynowym wyścigu na dochodzenie i trzynasty w wyścigu punktowym, a na szosie zajął 28. miejsce w indywidualnej jeździe na czas i 95. miejsce w wyścigu ze startu wspólnego. Cztery lata później, podczas igrzysk w Sydney wystartował tylko w szosowym wyścigu ze startu wspólnego, ale nie ukończył rywalizacji. W 1994 roku zwyciężył w niemieckim Berliner Etappenfahrt, w 2000 roku zwyciężył w Tour d'Egypte, a w 2002 oku był drugi w wyścigu Szlakiem Grodów Piastowskich. Ponadto w 1986 roku, jeszcze jako reprezentant ZSRR wspólnie z kolegami zdobył srebrny medal w drużynowym wyścigu na dochodzenie na mistrzostwach świata juniorów.